# Municipio José Laurencio Silva
El municipio autónomo José Laurencio Silva (o simplemente Silva) se encuentra ubicado en el extremo oriental del estado Falcón en Venezuela y su capital es la población de Tucacas. En 1877, Tucacas se convirtió en la primera población de Venezuela en poseer un servicio ferroviario. El actual cronista del municipio es el Sr. Cruz Enrique Otero Duno. Para el censo de 2023 contaba con una población de 47 885 habitantes.

## Historia
El 6 de julio de 1989, la Asamblea Legislativa del estado Falcón aprobó la decisión mediante la cual se otorgó la autonomía al municipio José Laurencio Silva, en el marco del proceso de reorganización territorial y descentralización administrativa impulsado en el país durante las últimas décadas del siglo xx

### Toponimia
El nombre del municipio se debe al general José Laurencio Silva, héroe de la independencia. Nació en Tinaco (estado Cojedes) el 7 de septiembre de 1791.

### Descubrimiento extranjero
Los españoles llegaron en 1499 al cerro Chichiriviche y a Punta Tucacas, donde se encontraron con indígenas que vivían en cuevas, quedando como testimonio algunos petroglifos. Tucacas se convirtió con el tiempo en un lugar de contrabando de esclavos. Las naves de la compañía Guipuzcoana no podían llegar, por lo bajo del fondeadero, ideal para las embarcaciones curazoleñas. En el siglo XVII en esta zona había una ranchería de contrabandistas holandeses, que fue destruida por don José de Olavarría, quien también acabó con una sinagoga que habían construido judíos provenientes de Curazao.
Cabe destacar que junto con el municipio Iturriza, todo el territorio correspondiente a ambos municipios hasta finales del siglo XIX formaban parte del Gran Estado Lara, el cual a su vez incluía al estado Yaracuy como una sección del mismo.

## Transporte

### Ferrocarril Bolívar
El Municipio Autónomo José Laurencio Silva fue asiento de la Compañía Bolívar, la cual administró el servicio de trenes que le comunicaba con las minas de cobre de Boca de Aroa. La zona posee una variedad de áreas de exótica belleza natural, que se conjugan con otros elementos que la han transformado en lugar privilegiado para la expansión vacacional y turística.
Los primeros intentos ferroviarios se dieron entre los años 1830 y 1845, y se desarrollan de acuerdo a dos regiones: la minera y la comercial. En estas se originaron los modelos ferroviarios iniciales: el modelo minero del Ferrocarril Bolívar de Tucacas a las Minas de Aroa, y el modelo comercial del Ferrocarril de La Guaira-Caracas.
Según lo reseñado por Hurtado (1990), con el contrato de arrendamiento de las Minas de Aroa que hizo Bolívar a una compañía inglesa para la explotación del cobre, se origina al tiempo la idea de construir un ferrocarril de las minas de las minas al puerto de la materia prima minera y reducir los costos de explotación.
El artículo 15 de la Ley del 12 de octubre de 1830 aclara que la construcción ferroviaria va a ser costosa, porque es necesario traer todos los implementos de Inglaterra. Sustentándose en un apoyo legal se propone que el Estado Venezolano se haga cargo de fomentar los ferrocarriles como necesidad prioritaria del país donde el mejor beneficiario será el mismo Estado.
La construcción del ferrocarril fue objeto de múltiples paralizaciones, entre ellas se encuentra la del año 1862, debido a la Guerra Larga o de la Federación. Ya en 1977 se inaugura la ruta hacia Aroa, desde Tucacas. La inauguración fue presidida por el Jefe de Estado, el General Antonio Guzmán Blanco.
El Gran Ferrocarril tuvo 32 carros para pasajeros, 131 para carga, 30 transporte de ganado, seis velocípedos de vía, seis bicicletas de vía, 30 trolies y tres grúas. De los cuales existen piezas en exhibición en el Museo de Transporte Guillermo José Schael, en Caracas.
Los antiguos vagones eran arrastrados en esta última etapa por locomotoras diésel General Electric. La mayor parte de los terrenos del Gran Ferrocarril de Venezuela fueron arrebatados al Estado por rancherías o ranchos, en terrenos que quedaron en total abandono.
Hacia el final de la Avenida Libertador de Tucacas, hay un pequeño vestigio histórico, se trata de una de las columnas que sostenía la puerta que permitía el acceso hacia la estación del ferrocarril.
Aún tiene parte de las bisagras. En la base dice lo siguiente: "Esta columna fue base de la puerta principal de la compañía Ferrocarril Bolívar, primero inaugurado en Venezuela el 07 de febrero de 1877 por el Presidente General Antonio Guzmán Blanco". Ruta: Tucacas-Minas de Aroa.
En 1.877, Tucacas se convirtió en la primera población de Venezuela en poseer un servicio de trenes. En 1.883 se inauguró el ferrocarril entre Caracas y La Guaira. En 1.894 comenzó a funcionar El Gran Ferrocarril de Venezuela que cubría la ruta Caracas-Valencia.
Para 1939 existían los siguientes tramos ferroviarios en Venezuela:
| Tramo ferroviario       | Longitud (km) |
| ----------------------- | ------------- |
| Caracas-La Guaira       | 36,50         |
| Caracas-Valencia        | 178,90        |
| Puerto Cabello-Valencia | 54,75         |
| Tucacas-Barquisimeto    | 163,25        |
| Encontrados-La Fría     | 120,00        |
| Carenero-El Guapo       | 54,50         |
| La Ceiba-Motatán        | 81,36         |
| Caracas-Ocumare del Tuy | 83,20         |
| Santa Bárbara-El Vigía  | 60,00         |
| El Palito-Palma Sola    | 5,00          |
| Total (km)              | 837,46        |

### Desembarco en la costa
La acción denominada “Operación Simón Bolívar” se efectuó en las costas de Falcón.
El grupo integrado únicamente por militares cubanos, (catorce oficiales miembros de las FAR), comandado por Luben Petkoff, el único venezolano del grupo. Entre los cubanos se encontraba el entonces comandante Arnaldo Ochoa que ya se perfilaba como el experto en el arte militar que llegó a ser, al extremo de ser considerado como un genio de la guerra por las academias militares norteamericanas.
El 24 de julio de 1966, desembarca (proveniente de Cuba) en las costas de Falcón el guerrillero Luben Petkoff al frente de un contingente guerrillero de hombres armados, para reforzar las posiciones del Destacamento del comandante Julio Chirinos y del Destacamento Guerrillero del Sur con Douglas Bravo del PCV-FALN-FLN.
Frentes remanentes en conexión con Cuba que esperaban el desembarco de estas tropas. Se trataba de un contingente de cubanos y venezolanos adiestrados por Fidel Castro.
A partir de este desembarco, con la ayuda del gobierno cubano, se logra convocar la Primera Conferencia FLN-FALN en las montañas de Falcón y el reagrupamiento en diciembre de 1966.
La selección de milicianos fue realizada por la plana mayor de la operación Simón Bolívar, siendo escogidos Arnaldo Ochoa, Orestes Guerra con bastas experiencias en la Sierra Maestra, estaban igualmente los capitanes Bouza, Lastre, Ángel Frías, y otros con los seudónimos de Supertino, Fernando, Salvador, Manolin, Pompa, entre otros, cada uno de ellos venía con un fusíl Fal, menos Luben quien trajo una AK-10.

## Geografía

### Ubicación
El municipio se localiza en el extremo oriente del Estado Falcón, a una distancia de 253 km de la capital del Estado (Coro) y a 250 km de Caracas. Limita con los términos municipales de Monseñor Iturriza, Palmasola dentro del mismo estado y colinda con el Veroes del Estado Yaracuy.
| Noroeste: Iturriza         | Norte: Iturriza | Noreste: Mar Caribe |
| Oeste: Palmasola, Iturriza |                 | Este: Mar Caribe    |
| Suroeste Veroes, Palmasola | Sur: Veroes     | Sureste: Mar Caribe |

### Límites
El Municipio Autónomo José Laurencio Silva tiene límites con:
- Por el Norte el Municipio Monseñor Iturriza
- Por el Sur el río Yaracuy (Estado Yaracuy)
- Por el Este el Mar Caribe
- Por el Oeste el Municipio Palmasola

### Superficie
La superficie aproximada es de 537 km² diseminados, en la parroquia Tucacas, 512 km² y en la parroquia Boca de Aroa, un área de 25 km².

### Clima
El clima es típico costero tropical, cálido y con temperatura media anual de 27 °C, mitigada por la brisa marina que sopla desde el este. Las temporadas cortas de lluvia se generan en diciembre, enero, mayo y octubre.

### Hidrografía
El municipio lindera con la gran ensenada que conforma el Golfo Triste, cuyo sistema hidrográfico está marcado por los ríos Aroa y Yaracuy, circulando también los caños Aroita, Boca Vieja, Araguita, El Tuque y Capuchinos. Los riachuelos Agua Linda y Mostrenco representan el principal suministro de agua potable de la zona. Existen manantiales en los sectores Buena Vista y Las Yeguas.

## Demografía
Según el censo (INE) de 2001 la población asciende a 28.634 habitantes; la parroquia Tucacas posee 14.782 habitantes y la parroquia Boca de Aroa 4.585. En cuanto a la clasificación por sexo: hombres 10.052 (52 %) y mujeres 9.315 (48 %).
En el 2010 basándose en el censo de 2001 por parte del INE, en el municipio residían una población de 36.029 habitantes.

## Parroquias
1. Parroquia Tucacas
2. Parroquia Boca de Aroa

### Centros Urbanos
Tucacas (capital del Municipio).

### Centros Rurales
Boca de Aroa (capital de la parroquia homónima), Sanare, Santa Bárbara, Las Lapas, Felipito, Buena Vista, Anselmito, La Caracará, Lizardo, Caño de León, Kilómetro 26, Las Luisas, Agua Salobre, Morrocoy, El Tuque, La Soledad, Las Delicias y Puerto Flechado.

## Alcaldía del municipio
El actual alcalde es el Sr. Osnel Arnias apoyado por el partido (MUD), para el período 2021-2025.

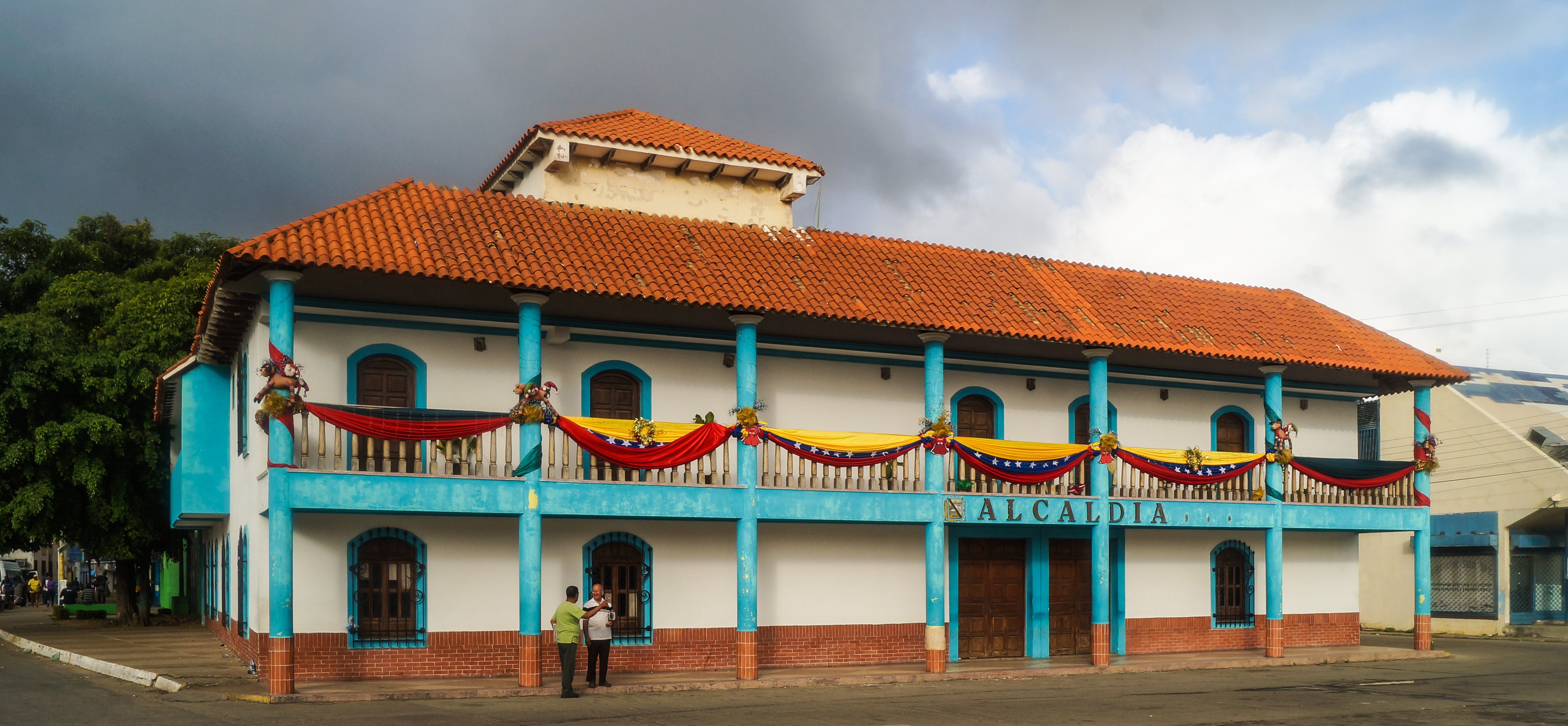
Sede Alcaldía de Tucacas.jpg.

## Organización parroquial
El municipio se encuentra sub-dividido en 2 parroquias autónomas:
| Parroquia    | Capital      | Población |
| ------------ | ------------ | --------- |
| Tucacas      | Tucacas      | 24.956    |
| Boca de Aroa | Boca de Aroa | 11.073    |

Proyección para el 2010, con base en el censo de 2001 (INE).

## Política y Gobierno

### Alcaldes
| Período     | Alcalde                     | Partido político / Alianza | % de votos | Notas |
| ----------- | --------------------------- | -------------------------- | ---------- | --- |
| 1989 - 1992 | José Jesús Albornoz Herrera | MPAS                       | 29,62      | Primer alcalde bajo elecciones directas |
| 1992 - 1995 | Pedro Calles                | AD                         | 24,85      | Segundo alcalde bajo elecciones directas |
| 1995 - 2000 | Zaid Arteaga                | CONVERGENCIA               | -          | Tercer alcalde bajó elecciones directas (se realizaron elecciones generales adelantadas en el 2000 debido a la aprobación de la Constitución de 1999) |
| 2000 - 2004 | Osnel Arnias                | MOIS                       | 45,67      | Cuarto alcalde bajo elecciones directas |
| 2004 - 2008 | Osnel Arnias                | MOIS 2004                  | 62,82      | Reelecto |
| 2008 - 2013 | Alberto Zreik               | EL CAPO                    | 34,86      | Quinto alcalde bajo elecciones directas (se postergan 1 año las elecciones municipales pautadas para finales del 2012)                                |
| 2013 - 2017 | Héctor Feijoo               | PSUV                       | 54,85      | Sexto alcalde bajo elecciones directas |
| 2017 - 2021 | Alberto Zreik               | PSUV                       | 82,67      | Séptimo alcalde bajo elecciones directas |
| 2021 - 2025 | Osnel Arnias                | UNT MUD                    | 49,01      | Octavo alcalde bajo elecciones directas |

### Concejo municipal
Período 1989 - 1992
| Concejales:        | Partido político / Alianza |
| ------------------ | -------------------------- |
| Marco Tulio Soto   | COPEI                      |
| Rafael Duno Gull   | COPEI                      |
| Alfredo Vivas      | COPEI                      |
| Mildred Millán     | AD                         |
| Carmen Arias Ojeda | AD                         |
| Carmen Castellano  | MPAS                       |
| Vidal Peña         | MPAS                       |

Período 1992 - 1995
| Concejales:          | Partido político / Alianza |
| -------------------- | -------------------------- |
| Julio Soto           | COPEI                      |
| Delvis Montero Reyes | COPEI                      |
| Carlos López         | AD                         |
| Raimundo Primera     | MAS                        |
| Carlos Blyde         | URD                        |
| Ibrahim Otero        | MIPRO92                    |
| Ezequiel Castillo    | F.I.S                      |

Período 1995 - 2000
| Concejales:          | Partido político / Alianza |
| -------------------- | -------------------------- |
| Wilmer Aular Soto    | CONVERGENCIA               |
| Jaimer Rodríguez     | CONVERGENCIA               |
| Josmar Padilla       | CONVERGENCIA               |
| Ezequiel Castillo    | CONVERGENCIA               |
| Carmen Arias Ojeda   | AD                         |
| Julio Soto           | COPEI                      |
| Delvis Montero Reyes | MIRE                       |

Período 2000 - 2005
| Concejales:     | Partido político / Alianza |
| --------------- | -------------------------- |
| José Peña       | MOIS                       |
| Ramon Noroño    | MOIS                       |
| Maritza Lugo    | MOIS                       |
| Miguel Morales  | MOIS                       |
| Ubaldo Vargas   | F.I.S                      |
| Rolando Maduro  | MAS                        |
| Yhobany Pataleo | MVR                        |

Periodo 2005 - 2013
| Concejales:        | Partido político / Alianza |
| ------------------ | -------------------------- |
| Juan Mollejas      | MOIS                       |
| Mildred Millán     | MOIS                       |
| Francisco Alvarado | MOIS                       |
| Ubaldo Vargas      | MOIS                       |
| Arelis Bastidas    | MVR                        |
| Luis Raúl Rangel   | MVR                        |
| Alberto Zreik      | EL CAPO                    |

Período 2013 - 2018:
| Concejales         | Partido político / Alianza |
| ------------------ | -------------------------- |
| Domingo Quevedo    | PSUV                       |
| Alexander Chirinos | PSUV                       |
| Ruben Vargas       | PSUV                       |
| Deysi Cordero      | PSUV                       |
| Windi Blanco       | PSUV                       |
| Xiomara Suarez     | PSUV                       |
| José clee          | PSUV                       |

Período 2018 - 2021
| Concejales         | Partido político / Alianza |
| ------------------ | -------------------------- |
| Windy Blanco       | PSUV                       |
| Alexander Chirínos | PSUV                       |
| Domingo Quevedo    | PSUV                       |
| Ruben Vargas       | PSUV                       |
| Omaira Ibarra      | PSUV                       |
| Xiomara Suarez     | PSUV                       |
| José Ramón López   | PSUV                       |

Período 2021 - 2025
| Concejales         | Partido político / Alianza |
| ------------------ | -------------------------- |
| Gregorio Uzcategui | PSUV                       |
| Leonela Bracho     | PSUV                       |
| Siria Dirinot      | PSUV                       |
| Yuli Hurtado       | PSUV                       |
| Harvy Macero       | PSUV                       |
| Anderson Delgado   | MUD                        |
| Pablo Salazar      | PUENTE                     |

## Economía
La actividad más importante es el turismo debido a los ingresos que atraen los visitantes como en hotelería, comercio y construcción, dezplazando al desarrollo de la ganadería de doble propósito (carne y leche) que anteriormente ocupaba la principal fuente de ingresos.

## Símbolos

### Escudo

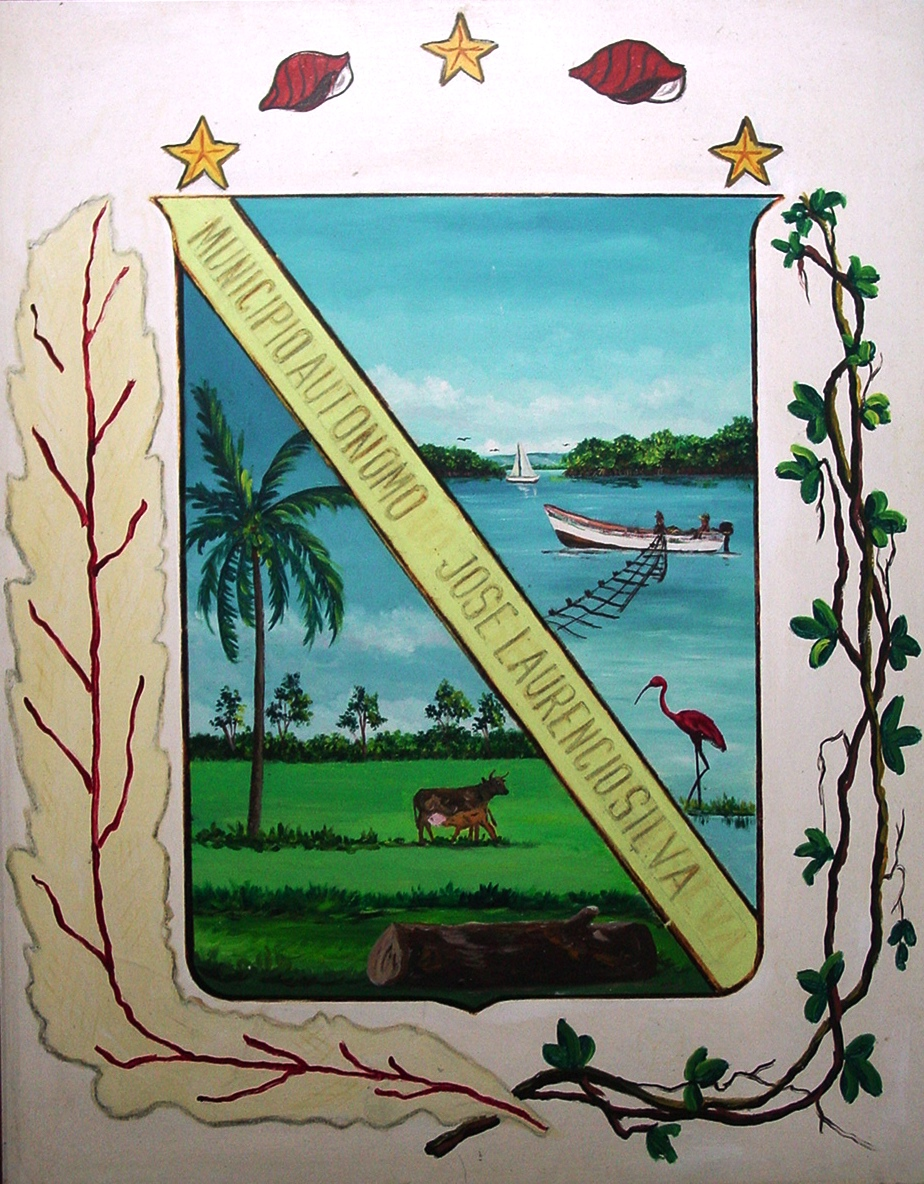
Escudo del Municipio Silva.

El escudo del municipio fue creado por Pedro José Rafael Ortega M., nacido en Tocuyo de la Costa, y es de uso oficial por decreto del alcalde del 16 de julio de 1990.

### Himno
El himno del municipio fue creado por Rubén Vargas, y es oficial desde el 3 de junio de 2008.

### Bandera

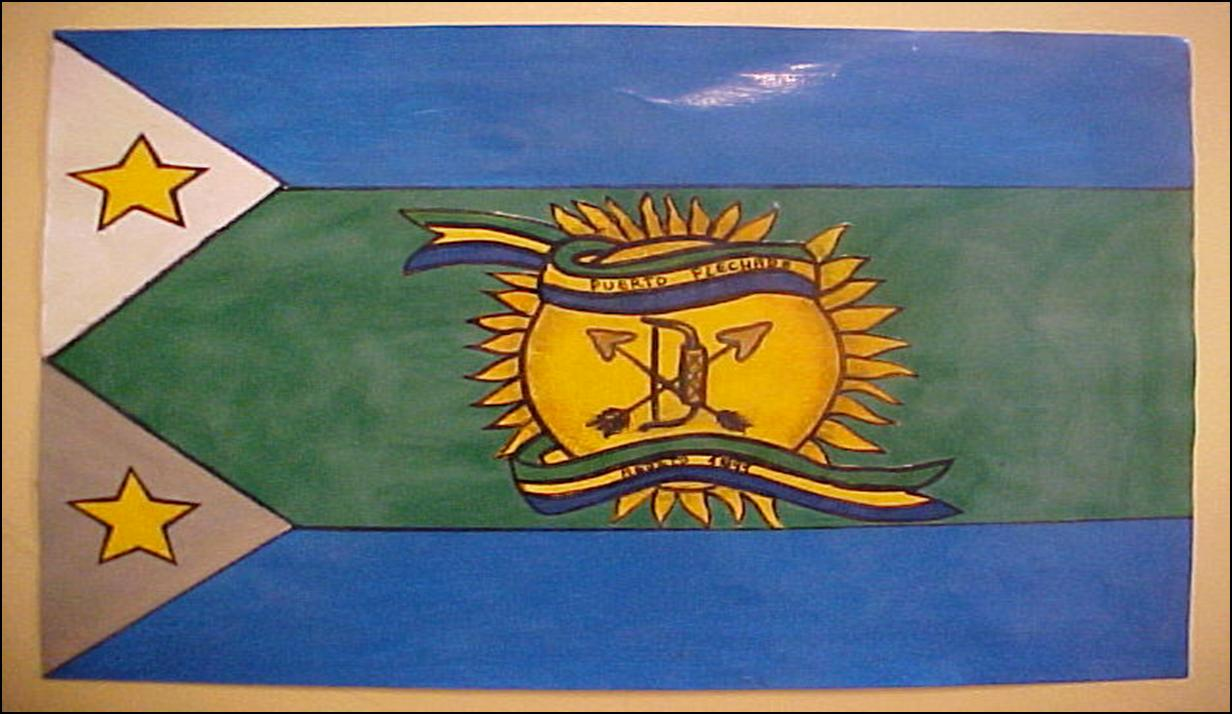
Bandera del Municipio Silva

La bandera del municipio fue creada por Virginia Rey, y es oficial desde el 3 de junio de 2008.
Está conformada por un paño rectangular en cuyo lado izquierdo se destacan dos triángulos. El triángulo de arriba, de color beige claro, representa las arenas del Parque nacional Morrocoy; el de abajo, más oscuro, las arenas de las playas continentales. Dentro de cada triángulo, una estrella amarilla representa las parroquias del municipio.
El lado derecho está formado por tres franjas horizontales. La superior, azul, simboliza el cielo. La media, más ancha y de color verde, representa la tierra y su vegetación; en su centro, un sol amarillo —símbolo de la capital Tucacas— contiene un arco y dos flechas, homenaje a los indios caribes. Una cinta abraza al sol con la inscripción "Puerto Flechado 1499" (primera batalla entre los indios americanos y los conquistadores españoles). La franja inferior, también azul, representa las aguas de ríos, lagunas y mares.

## Ecología

### Áreas protegidas

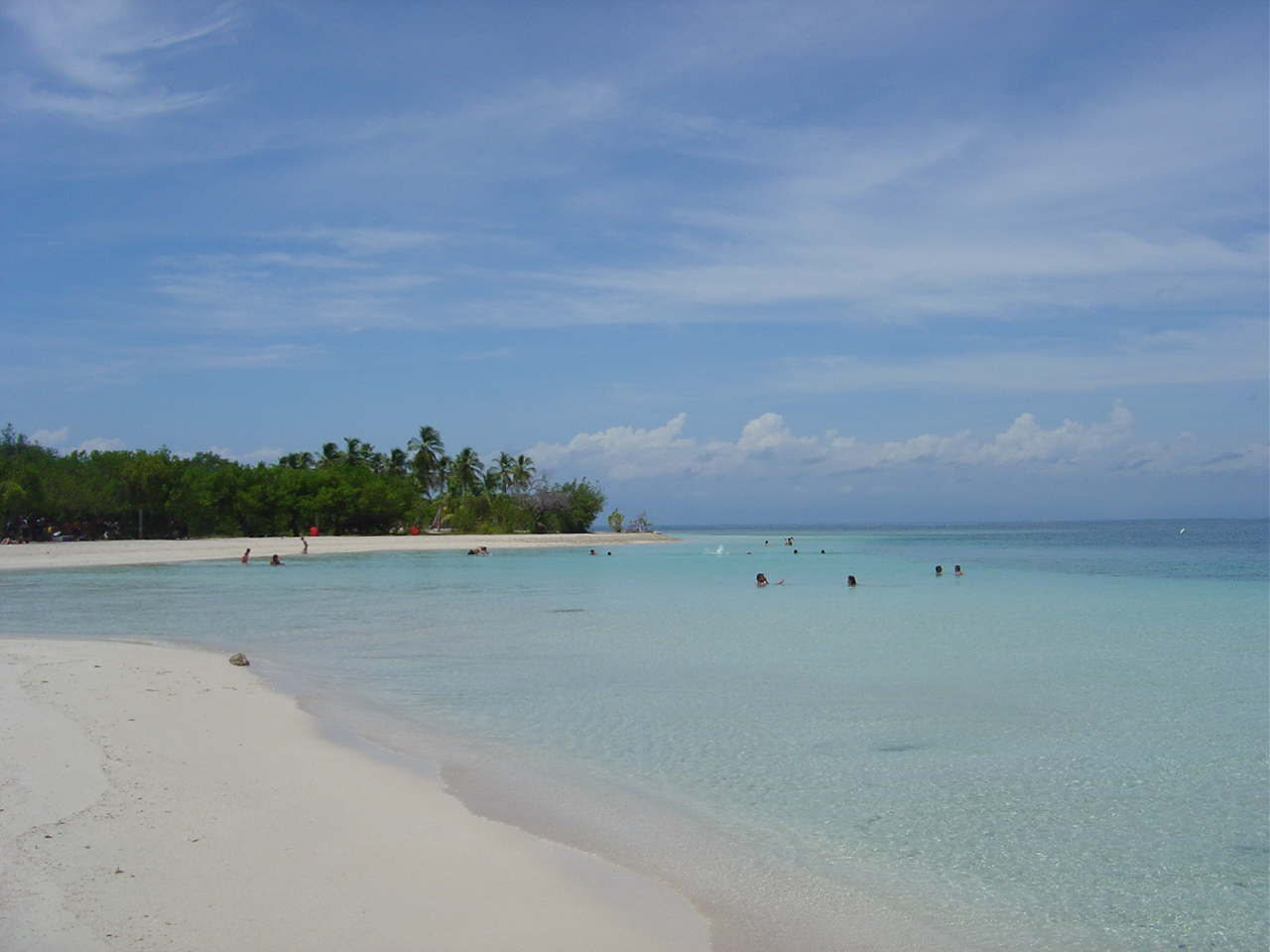
Playa del P.N. Morrocoy.

- Parque nacional Morrocoy, el cual fue declarado Parque nacional el 26 de mayo de 1974, consta de 32.090 hectáreas. Está ubicado en el norte del municipio Silva, en el noroeste de Venezuela cerca de la población de Tucacas.

El parque se extiende tanto por zonas terrestres como acuáticas del Golfo Triste, contiene una zona de manglares y gran cantidad de islotes o cayos.
En el parque nacional Morrocoy puede observarse una gran diversidad de aves marinas como pelícanos, flamencos, corocoro colorado y blanco, tijereta de mar, garzas y gaviotas. Más de 50 especies de aves migratorias. Extensas formaciones de arrecife coralino con diversidad de especies de peces, invertebrados marinos y algas. En el Parque nacional Morrocoy, Usted puede realizar actividades deportivas y recreacionales tales como: submarinismo, esquí acuático y excursiones a las cuevas del Cerro Chichiriviche.

## Transportes

### Red vial
Red vial existente según capa de rodamiento (2003)
| Capa de Rodamiento | Extensión km. | Densidad Vial km/km² |
| ------------------ | ------------- | -------------------- |
| Asfaltada          | 82,500        | 0,100                |
| Engranzonada       | 61,000        | 0,074                |
| Tierra             | 0,000         | 0,000                |

### Puertos y Aeropuertos
Aeropuertos existentes según parroquia y categoría.
| Nombre      | Parroquia | Categoría        |
| ----------- | --------- | ---------------- |
| Punta Brava | Tucacas   | Aeródromo, pista |
| El Rocío    | Tucacas   | Aeródromo, pista |